# Sailor Mercury
Sailor Mercury (セーラーマーキュリー, Sērā Mākyurī) est un personnage de fiction et protagoniste de la franchise Sailor Moon créée par Naoko Takeuchi. Ancienne garde du corps de Princesse Serenity, il y a 10 000 ans, Sailor Mercury s’est réincarnée au XXe siècle sous les traits de Ami Mizuno (水野 亜美, Mizuno Ami') ou Molly dans sa version francophone, une adolescente de 14 ans extrêmement intelligente.

## Biographie

### Contexte du récit
- Si vous ne connaissez pas le sujet, laissez ce bandeau (vous pouvez alors contacter les auteurs).
- Si vous supprimez le contenu mis en cause (vous pouvez préalablement contacter les auteurs),

argumentez précisément cette suppression dans la page de discussion
(un manque de référence n'est pas un argument ; une recherche réelle de référence doit avoir été effectuée, être formellement documentée).
À l’époque de l’antique Silver Millenium, Sailor Mercury faisait partie de la garde personnelle de Princess Serenity. Elle était également la princesse de la planète Mercure et son palais, Mariner Castle (nommé d’après la mission spatiale Mariner), flotte autour de sa planète. Sailor Mercury finit par périr dans la lutte qui oppose les Sélénites du Silver Millenium et les Terriens, manipulés par Queen Beryl et Metallia. Après la guerre, Queen Serenity envoie son âme sur Terre avec celles des autres guerrières sailor afin qu'elle y soit réincarnée dans le futur.
L’âme de Sailor Mercury renaît dans la personne de Ami Mizuno, à Tokyo, à la toute fin du IIe millénaire. 

### Ami Mizuno

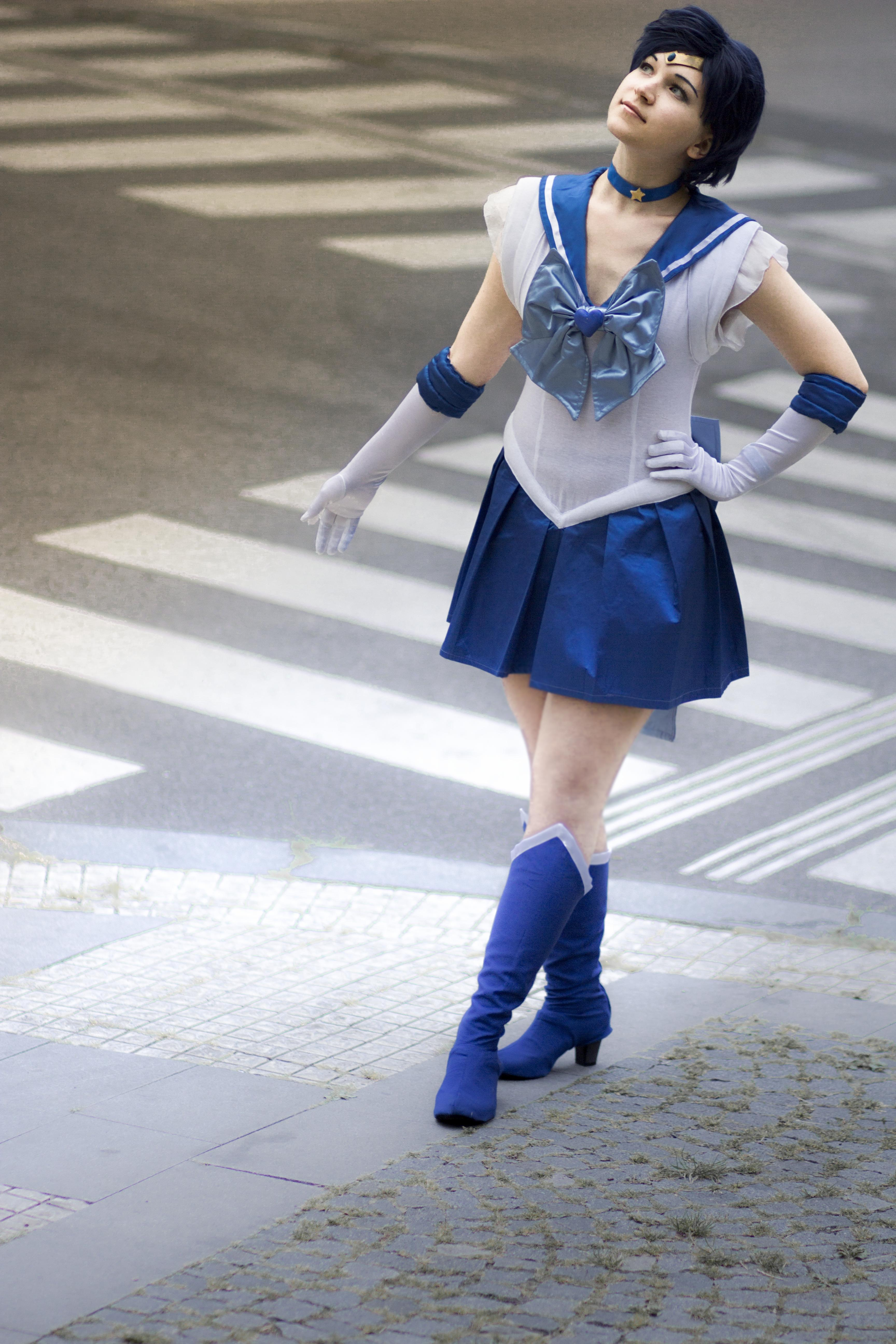
cosplay de Sailor Mercury

Ami Mizuno (Molly dans la version francophone) est une adolescente timide de 14 ans qui aurait un QI dépassant les 300. Elle fait partie des guerrières Sailor du système solaire interne aux côtés de Sailor Mars, Sailor Jupiter et Sailor Venus qui ont pour mission de protéger la Princesse Sérénité incarnée en Sailor Moon. 
Enfant, elle est une enfant adorable qui ne pleure jamais. Son père, très occupé, n'a pas de temps à lui consacrer, tandis que sa mère lui apprend à cuisiner. Inspirée par sa mère, elle espère devenir comme elle médecin et espère un jour rejoindre l'Université Jikei de Tokyo.
Après avoir passé son éducation dans une école pour jeunes surdoués, elle exprime le souhait de rejoindre une école ordinaire. Dès le début de l'histoire, elle est la nouvelle élève qui brille par ses résultats en contraste avec Usagi Tsukino qui est caractérisée par une mauvaise discipline et un désintérêt pour les études. Contrairement à Usagi, Ami a de nombreuses activités extrascolaires visant à rester une élève modèle. Lors de leur rencontre, elles s'affrontent à un jeu-vidéo que remporte Ami et une amitié naît entre les deux filles,. 
Les lieux de leurs premières rencontres sont directement inspirés de la place patio Juban du quartier Azabu-Jūban (en) où se trouve une statuette au pieds de laquelle Ami s'assoit à d'autres occasions.
Lors de cette rencontre, Luna ressent une énergie émanant du Lycée et pense d'abord qu'elle provient de forces maléfiques. Ami Mizuna fréquente un autre cours pour enfant surdoué après l'école : le séminaire du cristal d'argent. Celui-ci est contrôlé par les forces du mal que Sailor Moon tente de déjouer. Alors qu'un monstre tente de voler le savoir d' Ami Mizuno, le symbole des Sailors fait son apparition sur son front, dévoilant qu'elle est la réincarnation de Sailor Mercury. Grâce au prisme lunaire donné par Luna, elle peut désormais se transformer et accompagner Sailor Moon afin de combattre les forces du mal,,.
Son costume est en nuance de bleu et, dans la plupart des adaptations, son haut est, contrairement aux autres guerrières, dépourvu de manches. Avec son ordinateur de poche et ses lunettes spéciales, elle analyse la situation et détermine la stratégie d’attaque des guerrières Sailors. 

## Conception
Comme pour les autres guerrières de Sailors Moon, le nom des personnages comporte une signification liée à leur pouvoir. Dans le cas d'Ami Mizuno, le terme mizu signifie eau en japonais. De plus, la désignation de la planète s'effectue en fonction de sa signification japonaise. En effet, au Japon, le nom de Mercure est Suisei (水星), le premier kanji signifie l'eau et le second signifie la puissance céleste,.

## Caractéristiques
Dans l'Official fanbook, Ami Mizuno est décrite comme une élève modèle et intelligente. Sailor Mercury est l'une des plus importantes guerrières de Sailor Moon. Elle est l'archétype meganekko (la fille aux lunettes) dans le manga qui la caractérise par la gentillesse, l'intelligence et la capacité de répondre aux problématiques complexes. D'abord très timide et introvertie, elle s'affirme progressivement.
Son intérêt pour les études et la réussite scolaire sont les deux premiers éléments notables de sa personnalité qui deviennent un comique de répétition dans la dynamique entre les personnages principaux de Sailor Moon. En effet, elle gronde régulièrement ses amies de ne pas prendre au sérieux leurs devoirs et devient parfois obsédée par l'idée de rester la première de sa classe. Cependant, contrairement à l'archétype japonais, elle apprécie également l'art, la culture populaire et les romans d'amour. Elle aime également nager et les échecs. Elle ne semble pas matérialiste, préférant un environnement sobrement décoré.
En tant que Sailor Mercury, son pouvoir est associé à l'eau. Ses pouvoirs magiques se développent progressivement et passent d'attaques faibles en une capacité de contrôle météorologique lui permettant de provoquer des tempêtes et déluges. Au début de la série, elle transforme l'eau en vapeur pour dissimuler ses attaques, puis par la suite parvient à transformer l'eau en glace et générer des tempêtes.

## Analyse

Symbole de Sailor Mercury.

Dans la culture japonaise, Sailor Mercury représente sous les traits d'Ami Mizuno l'archétype de l'étudiante studieuse aux ambitions académiques élevées. Elle fait écho à l'importante pression sociale relative aux résultats scolaires attendus. Cependant, la série bouscule ce concept au travers du personnage pour valoriser les intérêts communs plutôt que les ambitions personnelles. En effet, Ami Mizuno reçoit l'opportunité de voyager en Allemagne pour poursuivre ses études, mais renonce à ce projet afin de continuer d'intervenir en tant que Sailor Mercury. Son personnage est généralement considéré comme une critique du système éducatif au Japon,. 
En choisissant de présenter plusieurs héroïnes, chaque personnage représente une différente facette de la féminité comme modèle pour les enfants, Sailor Mercury favorisant l'intellect et la connaissance. Elle sert d'abord de pendant à Usagi, avec des intérêts opposés, puis démontre sa capacité à agir en héroïne grâce à ses connaissances scientifiques et ses compétences en informatiques en plus de ses pouvoirs magiques.
Sailor Mercury contribue également à remettre en cause les normes d'hétérosexualité en tombant amoureuse de Sailor Uranus dans un contexte japonais où l'homosexualité est taboue,.

## Réception
Sailor Mercury est le personnage féminin le plus apprécié d'un sondage du mois de mai 1993 par Animage, et deuxième plus appréciée dans le sondage de Belldandy l'année suivante. Une série de cinq livres concernant chaque Sailor guerrières parait dans les années 1990. Celui de Sailor Mercury parait en 1996. Elle est également la deuxième Sailor la plus appréciée des garçons à cause de ses compétences et son intérêt pour l'informatique.

## Interprétations

### Dessins animés
|                                     | Voix japonaise  | Voix française  |
| ----------------------------------- | --------------- | --------------- |
| Sailor Moon, saison 1 à 4           | Aya Hisakawa    | Virginie Ogouz  |
| Sailor Moon, saison 5               | Aya Hisakawa    | Pascale Chemin  |
| Sailor Moon : Les Fleurs maléfiques | Aya Hisakawa    | Virginie Ogouz  |
| Sailor Moon S, le film              | Aya Hisakawa    | Pascale Chemin  |
| Sailor Moon Super S, le film        | Aya Hisakawa    | Pascale Chemin  |
| Pretty Guardian Sailor Moon Crystal | Hisako Kanemoto | Jessica Barrier |
| Sailor Moon Eternal                 | Hisako Kanemoto | Jessica Barrier |

### Drama
Dans Pretty Guardian Sailor Moon, le personnage de Sailor Mercury est joué par l’actrice Chisaki Hama.

### Comédies musicales
- Ayako Morino
  - Sailor Moon - Gaiden Dark Kingdom Fukkatsu Hen (1993)
  - Sailor Moon - Gaiden Dark Kingdom Fukkatsu Hen (Kaiteiban) (1994)
  - Sailor Moon Super Spring Festival (1994)
  - Sailor Moon S - Usagi Ai no Senshi e no Michi (1994)
  - Sailor Moon S - Henshin - Super Senshi e no Michi (1995)
  - Sailor Moon S - Henshin - Super Senshi e no Michi (Kaiteiban) (1995)
  - Sailor Moon SuperS - Yume Senshi - Ai - Eien ni… (1995)
  - Sailor Moon SuperS - (Kaiteiban) Yume Senshi - Ai - Eien ni… Saturn Fukkatsu Hen (1996)
  - Sailor Moon SuperS Special Musical Show (1996)
  - Sailor Moon Sailor Stars (1996)
  - Sailor Moon Sailor Stars (Kaiteiban) (1997)
  - Eien Densetsu (1997)
  - Eien Densetsu (Kaiteiban) - The Final First Stage (1998)
- Yukiko Miyagawa
  - Shin Densetsu Kourin (1998)
- Hisano Akamine :
  - Kaguya Shima Densetsu (1999)
  - Kaguya Shima Densetsu (Kaiteiban) Natsuyasumi! Houseki Tankentai (1999)
  - Shin / Henshin - Super Senshi e no Michi - Last Dracul Jokyoku (2000)
- Mariya Izawa
  - Kessen / Transylvania no Mori - Shin Toujou! Chibi Moon wo Mamoru Senshi-tachi (2000)
- Chieco Kawabe
  - Kessen / Transylvania no Mori (Kaiteiban) - Saikyou no Kataki Dark Cain no Nazo (2001)
  - Last Dracul Saishuu Shou - Chou Wakusei Death Vulcan no Fuuin (2000)
  - Tanjou! Ankoku no Princess Black Lady (2001)
  - Tanjou! Ankoku no Princess Black Lady (Kaiteiban) - Wakusei Nemesis no Nazo (2001)
  - 10th Anniversary Festival - Ai no Sanctuary (2002)
- Manami Wakayama
  - Mugen Gakuen - Mistress Labyrinth (2002)
  - Mugen Gakuen - Mistress Labyrinth (Kaiteiban) (2003)
  - Starlights - Ryuusei Densetsu (2003)
  - Kakyuu-Ouhi Kourin - The Second Stage Final (2004)
  - Shin Kaguya Shima Densetsu (2004)
  - Shin Kaguya Shima Densetsu (Kaiteiban) - Marinamoon Final (2005)
- Miyabi Matsuura
  - La Reconquista (2013)
- Momoyo Koyama
  - Petite étrangère (2014)
  - Un Nouveau Voyage (2015)
- Yume Takeuchi
  - Amour Eternal (2016-2017)
  - Le Mouvement Final (2017)
- Riria Itou
  - Nogizaka46 Version Musical (2018) (Team Moon)
- Miria Watanabe
  - Nogizaka46 Version Musical (2018) (Team Star)
- Cocona
  - The Super Live (2018-2019, 2023)  (Cast ❤, Team Paris, Team Taipei)
- Umino Kawamura
  - The Super Live (2018)  (Cast ◆)
- Momoko Kaechi
  - The Super Live (2018-2019)  (Cast ♪, Team America)
- Hazuki Mukai
  - Nogizaka46 Version Musical 2019 (2019)
- Kanon Maekawa
  - Kaguya-hime no Koibito (2021)
  - 30th Anniversary Musical Festival -Chronicle- (2022)
  - The Super Live (2025) (Team USA)
- Aya Ogawa
  - Nogizaka46 "5th Generation" Version Musical 2024 (2024) (Team Moon)
- Aruno Nakanishi
  - Nogizaka46 "5th Generation" Version Musical 2024 (2024) (Team Star)
- Yui Oikawa
  - The Super Live (2025) (Team UK)

## Nom en différentes langues
Note : la plupart des adaptations de la réédition du manga de 2003 reprennent les noms originaux japonais.
- Corée du Sud : Yurie (유리) / Sailor Mercury
- Espagne : Amy Mizuno / Guerrero Mercurio
- États-Unis : Amy / Sailor Mercury (1er doublage)
- France : Amy Mizuno (1ère édition du manga) / Molly (dessin animé de 1992) / Sailor Mercury ou Sailor Mercure
- Hong Kong : Mizuno Ami(水野亞美) / Sailor Mercury
- Taïwan : Mizuno Ami(水野亞美) / Mercury Fairy(水星仙子)(animé), Sailor Mercury(水手水星)(manga)
- Italie: Amy / Sailor Mercury
- Pays-Bas : Amy / Sailor Mercury
- Portugal : Ami Miranda / Navegante de Mercúrio
- Suède : Ami Mizuno / Sailor Mercury

## Annexe